# Travelling
Travelling ist das neunte Studioalbum des schwedischen Pop-Duos Roxette. Es erschien am 23. März 2012 bei EMI Music. Die erste Single-Auskopplung It’s Possible wurde am 16. März 2012 veröffentlicht.
Es ist das zweite Album seit ihrem Comeback im Jahr 2009 und entstand parallel zu ihrer letzten, von Februar 2011 bis September 2012 andauernden Welttournee. Es ist an ihr Album Tourism von 1992 angelehnt und trägt denselben Untertitel Songs from Studios, Stages, Hotelrooms and Other Strange Places.

## Hintergrund

### Entstehung
Dass Roxette an einem neuen Album arbeite, wurde erstmals im Juli 2011 in der schwedischen Boulevardzeitung Expressen bekanntgegeben. Der Arbeitstitel hieß 2rism und sollte verdeutlichen, dass es sich um eine Fortsetzung von Tourism handelte. Zuvor waren bereits die Titel Tourism 2 oder schlicht T2 in Betracht gezogen worden; EMI Music habe jedoch darauf bestanden, Titel mit Ziffern seien nicht gut, weshalb das Album später in Travelling umbenannt wurde. Anfang 2012 verkündete Per Gessle über die Internet-Plattform Twitter, die Aufnahmen seien beendet worden. In Interviews um den Zeitpunkt der Veröffentlichung äußerte er sich sehr positiv über die Arbeit am Album:

„Als die Arbeit an „Charm School“ losging, war ich angespannt und nervös, weil es nach so vielen Jahren das erste Mal war, dass wir wieder etwas machten. Aber dieses Mal waren wir wie eine sehr eng zusammengeschweißte Einheit, und das hat die Arbeit an „Travelling“ viel einfacher gemacht, ich konnte es richtig genießen.“

Die Intention des Werkes sei gewesen, die positive Energie und kreative Stimmung einer Band während einer Welttournee abzubilden. Im Entstehungszeitraum von Travelling gab Roxette 79 Konzerte an ein insgesamt über 800.000 Personen umfassendes, interkontinentales Publikum.

### Songs
Ähnlich dem Konzept von Tourism enthält Travelling neben neuen, während der Tour geschriebenen und in verschiedenen Studios weltweit aufgenommenen Songs auch Neu-Interpretation älteren, teils zuvor unveröffentlichten Materials. Das Stück See Me, 1994 für das Album Chrash! Boom! Bang! entstanden und als Bonustrack auf der Single Salvation veröffentlicht, ist auf dem Album in einer komplett neuen Version enthalten, für die lediglich die Originalaufnahmen von Marie Fredrikssons Stimme beibehalten wurden. Turn of the Tide wurde 1998 für das Album Have a Nice Day geschrieben und erstmals 2011 im Luxusresort Sun City in Südafrika aufgenommen. Touched By the Hand of God war ursprünglich als Titelsong von Roxettes vorherigem Album Charm School geplant. Außerdem enthält das Album einen „Vocal Up Mix“ der Ballade The Weight of the World, die 2002 als Teil der Single A Thing About You veröffentlicht wurde und eine neue, von Fredriksson gesungene Version des Songs Perfect Excuse aus Gessles Solo-Album Party Crasher von 2008. Letzteres Stück ist darüber hinaus das erste Lied von Roxette, in dem Gessle nicht zumindest als Hintergrundsänger zu hören ist.
Des Weiteren befinden sich auf dem Album drei Live-Mitschnitte der Welttournee: She’s Got Nothing On (But the Radio) aus einem Konzert vom 16. April 2011 in Rio de Janeiro, eine Performance von Stars als Soundcheck am 20. Mai 2011 in Dubai und eine Vorführung des Hits It Must Have Been Love mit Sinfonieorchester im Rahmen der Konzertreihe Night of the Proms 2009 in Rotterdam, deren Instrumentalbegleitung aufgezeichnet und für Travelling mit späteren Studioaufnahmen des Gesangsteils sowie Schlagzeug-Einlagen synchronisiert wurde. Bei besagter Veranstaltung feierten Roxette 2009 nach mehrjähriger Abwesenheit ihr Comeback.

## Titelliste
Alle Lieder wurden von Per Gessle geschrieben, mit Ausnahme von See Me, dessen Musik von Marie Fredriksson stammt.
| #   | Titel                                                                        | Länge |
| --- | ---------------------------------------------------------------------------- | ----- |
| 1.  | Me & You & Terry & Julie                                                     | 3:46  |
| 2.  | Lover Lover Lover                                                            | 4:00  |
| 3.  | Turn of the Tide                                                             | 4:11  |
| 4.  | Touched by the Hand of God                                                   | 3:48  |
| 5.  | Easy Way Out                                                                 | 3:38  |
| 6.  | It’s Possible (Version One)                                                  | 2:38  |
| 7.  | Perfect Excuse                                                               | 3:41  |
| 8.  | Excuse Me, Sir, Do You Want Me to Check on Your Wife?                        | 4:15  |
| 9.  | Angel Passing                                                                | 2:47  |
| 10. | Stars (Soundcheck, Dubai, May 20 2011)                                       | 3:36  |
| 11. | The Weight of the Worlds (Vocal Up Mix)                                      | 2:52  |
| 12. | She’s Got Nothing On (But the Radio) (Live in Rio de Janeiro, April 16 2011) | 4:41  |
| 13. | See Me (New Version)                                                         | 3:49  |
| 14. | It’s Possible (Version Two)                                                  | 2:45  |
| 15. | It Must Have Been Love (Night of the Proms, Rotterdam 2009)                  | 4:18  |

### Bonustracks

#### iTunes
| #   | Titel                                               | Länge |
| --- | --------------------------------------------------- | ----- |
| 16. | Lover Lover Lover (Tits & Ass Demo, August 10 2011) | 3:00  |

#### Schallplatte
| #   | Titel                                                   |  |
| --- | ------------------------------------------------------- |  |
| 16. | Me & You & Terry & Julie (Tits & Ass Demo, June 9 2011) |  |
| 17. | Charm School (Tits & Ass Demo, September 10 2009)       |  |

## Kritik
Nach der Erst-Erscheinung des Albums wurden in den Medien zahlreiche Rezensionen veröffentlicht, wobei die positiven deutlich überwogen. Gelobt wurde vor allem die Tatsache, dass es dem typischen Roxette-Stil entspreche und die Band sich selbst treu bleibe.

„Roxette machen auch auf Travelling, dem neunten Album ihrer Karriere, harmlose, eingängige, wunderbare Popsongs. […] Roxette präsentieren Lieder, die inzwischen erwachsen klingen, aber die Teenagerzeit im Herzen tragen. Lieder, die sich zwischen den vielen Referenzpunkten im Lexikon der Popmusik austoben, und doch unverwechselbar Roxette sind. Lieder, die niemals platt oder eindimensional klingen, die man aber trotzdem spätestens beim dritten Hören schon mitsingen kann.“

„Die Songs vom Album Travelling hören sich an, als wären Roxette nie weg gewesen. […] Sie laden ohne Ausnahme zum sofortigen Mitsingen ein. Roxette sortieren sich anno 2012 mit ihrem melodiösen ‚Bravo‘-Rock zwischen anderen Schwedenpopstars wie Abba und Robyn, Cardigans und Lykke Li ein – absolut eigenständig und doch der Tradition skandinavischer Hitfabrikation verbunden.“

„Travelling ist wieder eines dieser wenigen Alben, die im CD-Spieler landen und durchgehört werden können, ohne einen Song überspringen zu müssen – in Zeiten von Lady Gaga und anderen gekünstelten Popsternchen und unzähliger Casting-Show-Eintagsfliegen eine wirkliche Seltenheit.“

Die Redaktion der deutschen Review-Seite MonstersAndCritics.de äußerte sich kritisch über den Umstand, dass einige der Songs an moderne Gewohnheiten angepasst seien. Beispielsweise hätte man bei der ersten Version von It’s Possible auf „Rockgitarren, Synthie-Sounds, Drumcomputer und Gessles durch Filter gejagten Gesang“ gesetzt, was „wie ein altbackener Erasure-Song“ klinge. Die zweite Version sei hingegen „mit Akustikgitarre und normalem Schlagzeug […] eine schöne und zeitlose Popnummer“ geworden. Damit würden auf dem Album zwei Seiten der gleichen Band offenbart, wobei die durch letzteres Beispiel repräsentierte Seite zu bevorzugen sei.
Auf den Webseiten der Radiosender hr1 und 105’5 Spreeradio wurde Travelling als jeweiliges Album der Woche vom 26. März bis zum 1. April 2012 vorgestellt.

## Chartplatzierungen
In Tschechien konnte sich Travelling bereits zwei Tage nach der Erscheinung in den nationalen Album-Charts platzieren, wo es Platz 7 belegte. Die Single It’s Possible stieg in die deutschen Singlecharts auf Platz 64 ein. In Schweden wurde das Album am 28. März für bis dahin über 20.000 verkaufte Exemplare mit der Goldenen Schallplatte ausgezeichnet.

### Album
| Jahr | Titel      | Höchstplatzierung, Gesamtwochen, AuszeichnungChartplatzierungen (Jahr, Titel, Platzierungen, Wochen, Auszeichnungen, Anmerkungen) | Höchstplatzierung, Gesamtwochen, AuszeichnungChartplatzierungen (Jahr, Titel, Platzierungen, Wochen, Auszeichnungen, Anmerkungen) | Höchstplatzierung, Gesamtwochen, AuszeichnungChartplatzierungen (Jahr, Titel, Platzierungen, Wochen, Auszeichnungen, Anmerkungen) | Höchstplatzierung, Gesamtwochen, AuszeichnungChartplatzierungen (Jahr, Titel, Platzierungen, Wochen, Auszeichnungen, Anmerkungen) | Anmerkungen                    |
| Jahr | Titel      | DE | AT | CH | SE | Anmerkungen                    |
| ---- | ---------- | --- | --- | --- | --- | ------------------------------ |
| 2012 | Travelling | DE7 (7 Wo.)DE | AT15 (3 Wo.)AT | CH12 (9 Wo.)CH | SE7 Gold · (11 Wo.)SE | Ersterscheinung: 23. März 2012 |

### Singles
| Jahr | Titel         | Höchstplatzierung, Gesamtwochen, AuszeichnungChartplatzierungen (Jahr, Titel, , Platzierungen, Wochen, Auszeichnungen, Anmerkungen) | Höchstplatzierung, Gesamtwochen, AuszeichnungChartplatzierungen (Jahr, Titel, , Platzierungen, Wochen, Auszeichnungen, Anmerkungen) | Höchstplatzierung, Gesamtwochen, AuszeichnungChartplatzierungen (Jahr, Titel, , Platzierungen, Wochen, Auszeichnungen, Anmerkungen) | Höchstplatzierung, Gesamtwochen, AuszeichnungChartplatzierungen (Jahr, Titel, , Platzierungen, Wochen, Auszeichnungen, Anmerkungen) | Anmerkungen                                      |
| Jahr | Titel         | DE | AT | CH | SE | Anmerkungen                                      |
| ---- | ------------- | --- | --- | --- | --- | ------------------------------------------------ |
| 2012 | It’s Possible | DE64 (1 Wo.)DE | — | — | — | Ersterscheinung: 16. März 2012 Video: David Nord |

## Auszeichnungen für Musikverkäufe
| Land/Region     | Auszeichnungen für Musikverkäufe (Land/Region, Auszeichnung, Verkäufe) | Verkäufe |
| --------------- | ---------------------------------------------------------------------- | -------- |
| Schweden (IFPI) | Gold                                                                   | 20.000   |
| Insgesamt       | 1× Gold ·                                                              | 20.000   |

Hauptartikel: Roxette/Auszeichnungen für Musikverkäufe